# Düsenstrahlverfahren

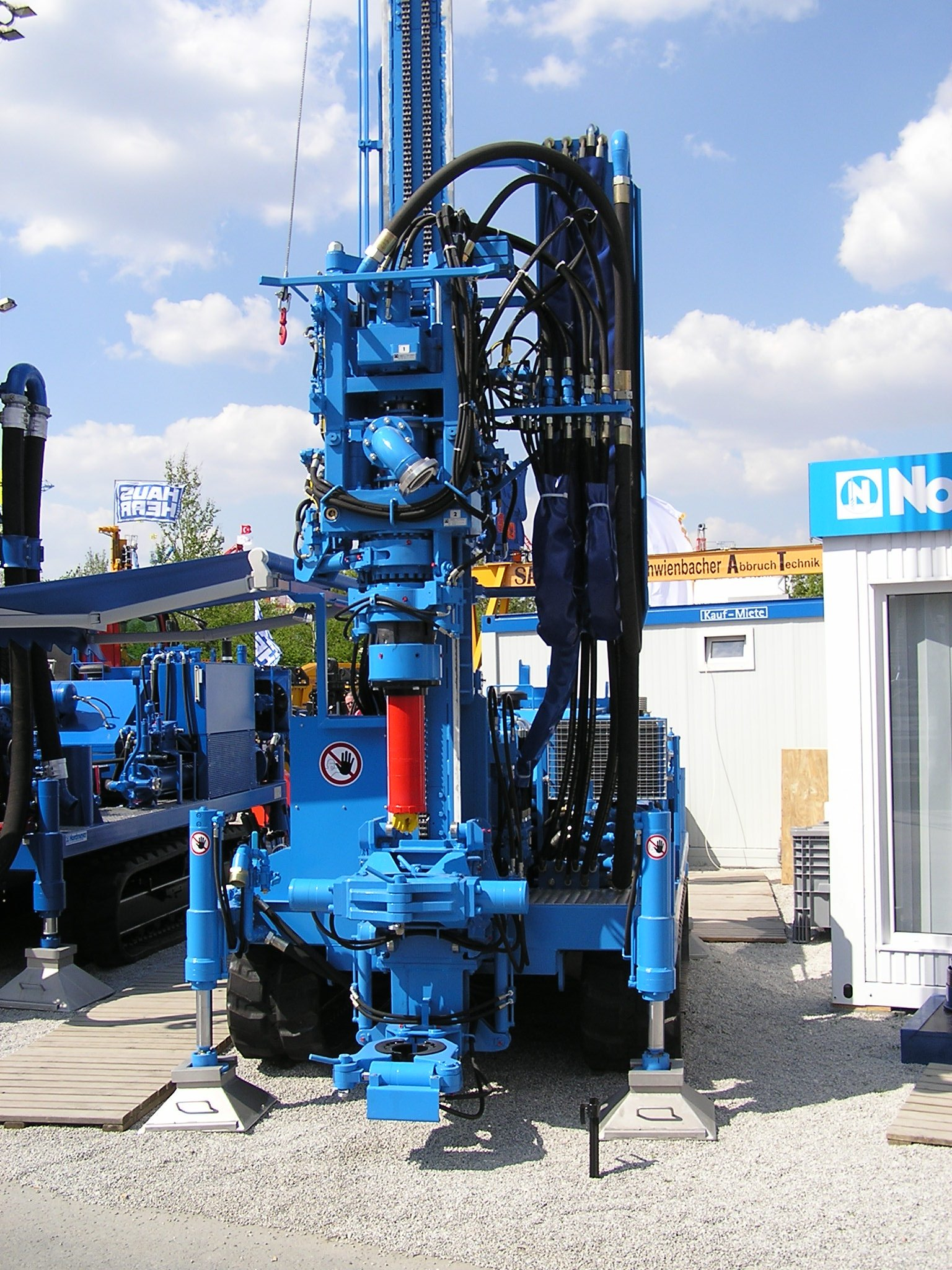
Bohrgerät für DSV

Das Düsenstrahlverfahren (DSV) ist eine Form der Baugrundinjektion zum Erstellen von Zement-Bodengemisch-Körpern im Erdreich. Hierbei wird anstehender Boden unter Hochdruck mit einer zementhaltigen Bindemittelsuspension vermischt. Andere gebräuchliche, aber nicht normative, Bezeichnungen sind Hochdruck-Bodenvermörtelung (HDBV), Hochdruckinjektionsverfahren (HDI-Verfahren), Jet-Grouting sowie firmenspezifische Namen wie Soilcrete-Verfahren oder „RODINJET“.

## Verfahren

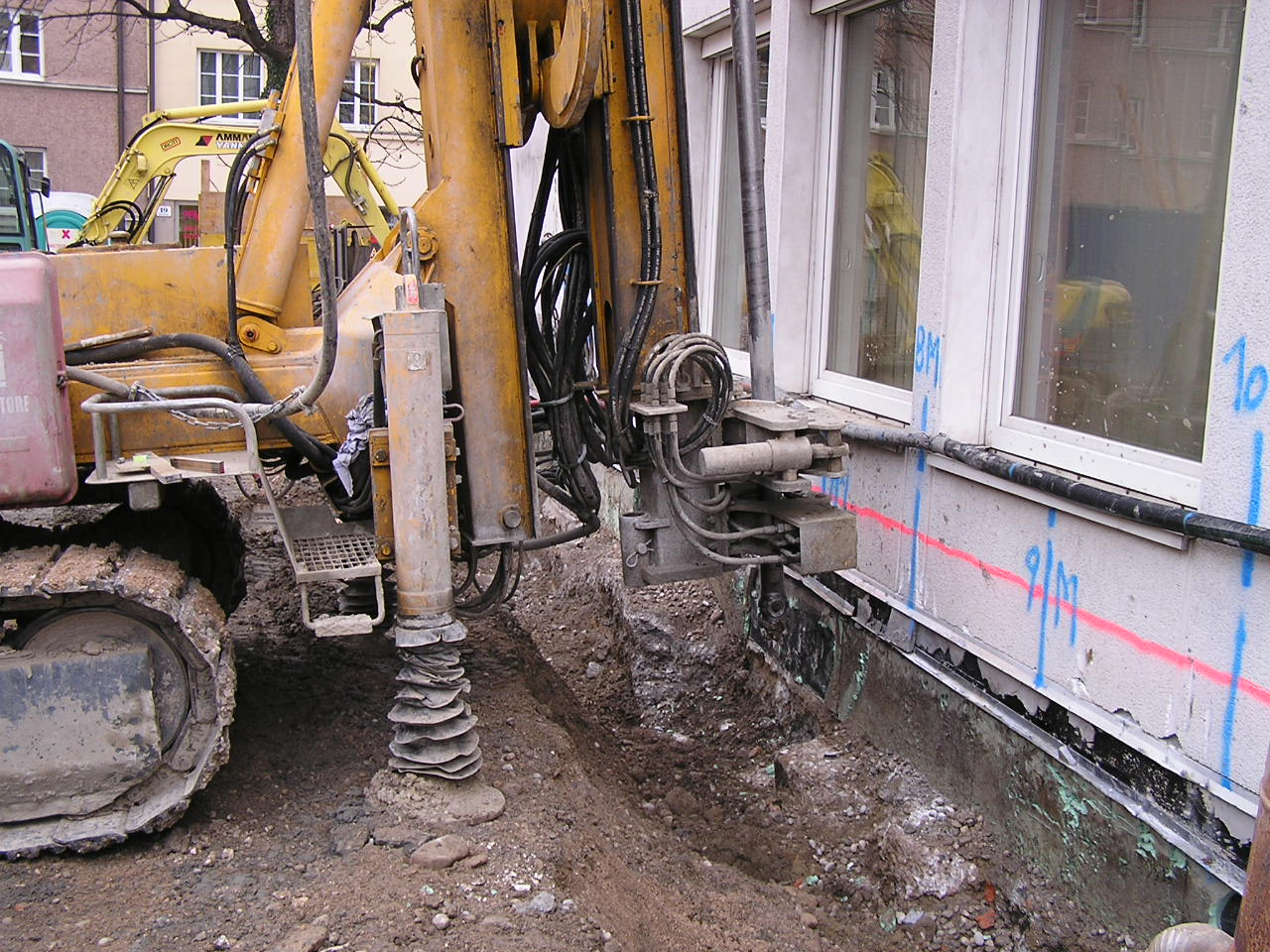
Unterfangen eines bestehenden Gebäudes mittels DSV

Zur Herstellung eines DSV-Körpers wird zunächst eine Injektionslanze in den Boden eingebohrt. In der Regel wird hierfür ein spülungsunterstütztes Nassbohrverfahren verwendet. Nach Erreichen der Endtiefe wird an der Spitze der Lanze eine mineralische Bindemittelsuspension unter hohem Druck ins Erdreich injiziert (Drücke bis 600 bar, Austrittsgeschwindigkeit > 100 m/s). Der scharfe Strahl schneidet das anstehende Bodenmaterial auf. Dabei wird der Boden erodiert und mit der Bindemittelsuspension vermischt, die sodann mit dem natürlichen Boden als Zuschlagstoff einen betonartigen Körper bildet.
Als Bindemittel wird eine Suspension auf Zementbasis verwendet, der noch Bentonit und je nach Erfordernis auch verschiedene chemische Zusatzmittel beigegeben werden können. Bentonit setzt zwar die Betonfestigkeit herab, bewirkt aber, dass bereits der Frischbeton wasserdicht ist und das Bindemittel somit nicht ausgewaschen werden kann, was insbesondere bei fließendem Grundwasser von Bedeutung ist.
Je nach angewandtem Verfahren wird die Suspension über eine einzige Düse injiziert (Simplex-Verfahren), ein mit Druckluft ummantelter Bindemittelstrahl verwendet (Duplex-Verfahren) oder es wird der Boden mit einem mit Druckluft ummantelten Wasserstrahl aufgeschnitten und in den auf diese Art vorerodierten Boden das Bindemittel mit einem geringen Druck injiziert (Triplex-Verfahren). Vorteilhaft bei diesem dritten Verfahren ist der geringere Druck des Bindemittels und die damit geringere Abnutzung des Gerätes (besonders des Düsenkopfes).
Nach Start der Injektage wird die Lanze unter ständigem Drehen langsam gezogen. Der Boden wird dadurch wendelförmig aufgeschnitten und es entsteht ein zylindrischer Beton-ähnlicher Körper. Durch Variieren der Geräteeinstellungen können jedoch auch beliebige Formen hergestellt werden.

Schema der Herstellung einer DSV-Säule. (1) Abteufen des Bohrgestänges auf die gewünschte Tiefe. (2) Beginnen der Hochdruckinjektion. (3) Ziehen des Gestänges unter ständigem Drehen und Injizieren von Zementsuspension. (4) Wiederholen des Prozesses um weitere DSV-Säulen herzustellen und aneinander zu reihen.

Abhängig von der Bodenbeschaffenheit und dem verwendeten Gerät, bzw. der im Herstellungsprozess in den Boden eingetragenen Energie, sind Säulendurchmesser von 3 m und mehr möglich. DSV-Säulen können sowohl vertikal als auch geneigt oder horizontal hergestellt werden. Durch Aneinanderreihen lassen sich stehende oder liegende Scheiben und Wände ebenso wie dreidimensionale Körper (zum Beispiel Tunnelprofile) herstellen.
Die erreichbare Qualität der Beton-artig verfestigten Körper ist abhängig von der Kornverteilung des Bodens (je feinkörniger desto mehr Boden muss in diesem, der Flotation vergleichbaren Vorgang, mit dem Rückfluss ausgetragen werden, und desto geringer die erzielbaren Festigkeiten, in der Regel deutlich kleiner 6 MPa). Im Übrigen kann der DSV-Körper – wenn in kiesigen Böden hergestellt – aber durchaus einem Beton der Festigkeitsklasse C12/15 entsprechen.

## Anwendung

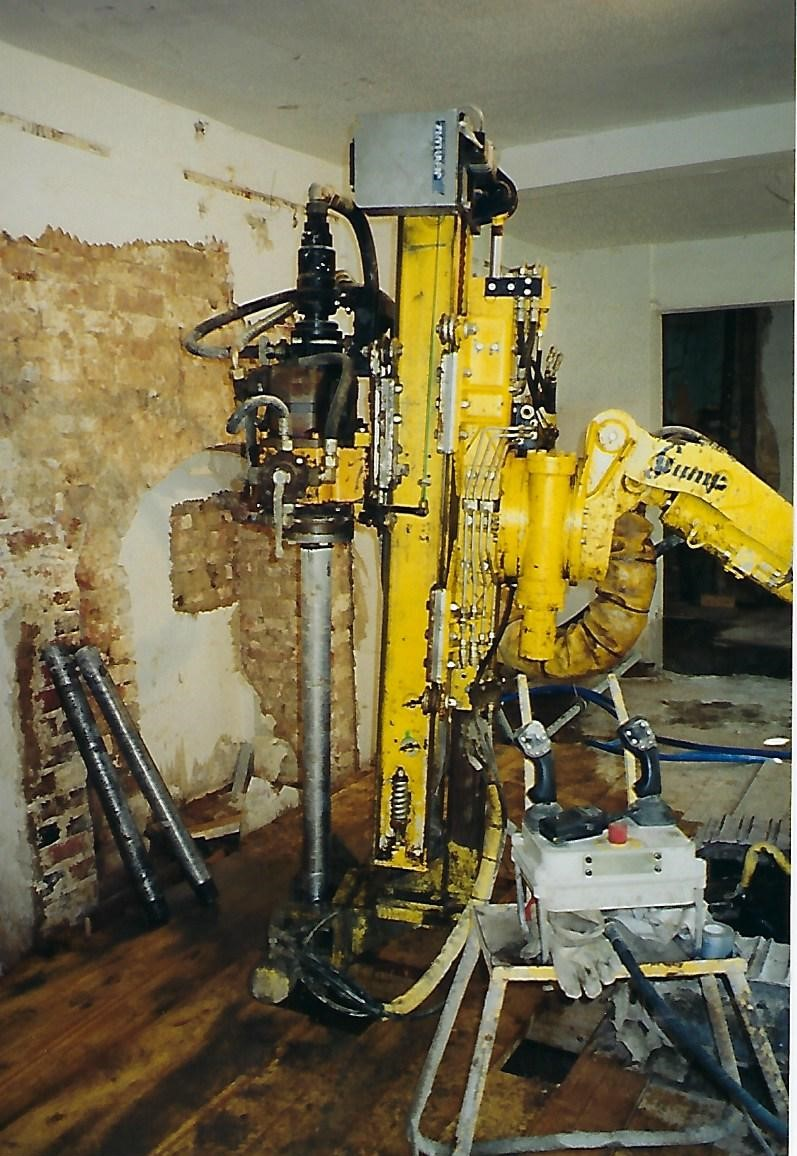
Bodensanierung im Kloster Dobbertin

Das Düsenstrahlverfahren kann für vielfältige Anwendungen genutzt werden. Grundsätzlich wirken die DSV-Körper sowohl statisch als auch dichtend. Einige Anwendungsbeispiele sind
- Das Unterfangen von Fundamenten bestehender Gebäude.
- Das Erstellen von dichten Baugrubenverbauten.
- Das Abdichten von Baugrubensohlen.
- Das Stabilisieren von problematischen Böden im Tunnelbau mittels DSV-Schirm.
- Die Errichtung von Dichtschirmen für Dämme etc.

## Vorteile
Ein Vorteil des Düsenstrahlverfahrens gegenüber herkömmlichen Bodeninjektionen ist, dass DSV-Körper bis knapp unter die Geländekante hergestellt werden können, ohne dass in der Regel bei umsichtiger Vorgehensweise Hebungen zu befürchten wären. In manchen Anwendungen ist eine Anhebung des Gebäudes durch das DSV auch erwünscht.
Im Vergleich zu anderen Verfahren der Baugrubensicherung oder Unterfangungsarbeiten sind für das Düsenstrahlverfahren nur vergleichsweise kleine Geräte erforderlich, die gegebenenfalls auch im Inneren von Gebäuden eingesetzt werden können.